# Tipula (Lunatipula) verrucosa
Tipula (Lunatipula) verrucosa is een tweevleugelige uit de familie langpootmuggen (Tipulidae). De soort komt voor in het Palearctisch gebied.